# Azoty Chorzów
Azoty Chorzów (pierwotnie Odra Chorzów, następnie Klub Sportowy Chorzów, Robotniczy Klub Sportowy Azoty) – polski klub sportowy założony w 1924 roku w Chorzowie, w 2002 roku przekształcony w Starochorzowskie Centrum Sportu Sokół.
Dwukrotny mistrz Polski w piłce ręcznej (1931, 1936), siedmiokrotny mistrz Śląska w piłce ręcznej, a także członek Górnośląskiego Związku Okręgowego Piłki Nożnej. Na przestrzeni lat działało w jego obrębie wiele sekcji, m.in. piłki nożnej, ręcznej, siatkowej, boksu. 

## Historia

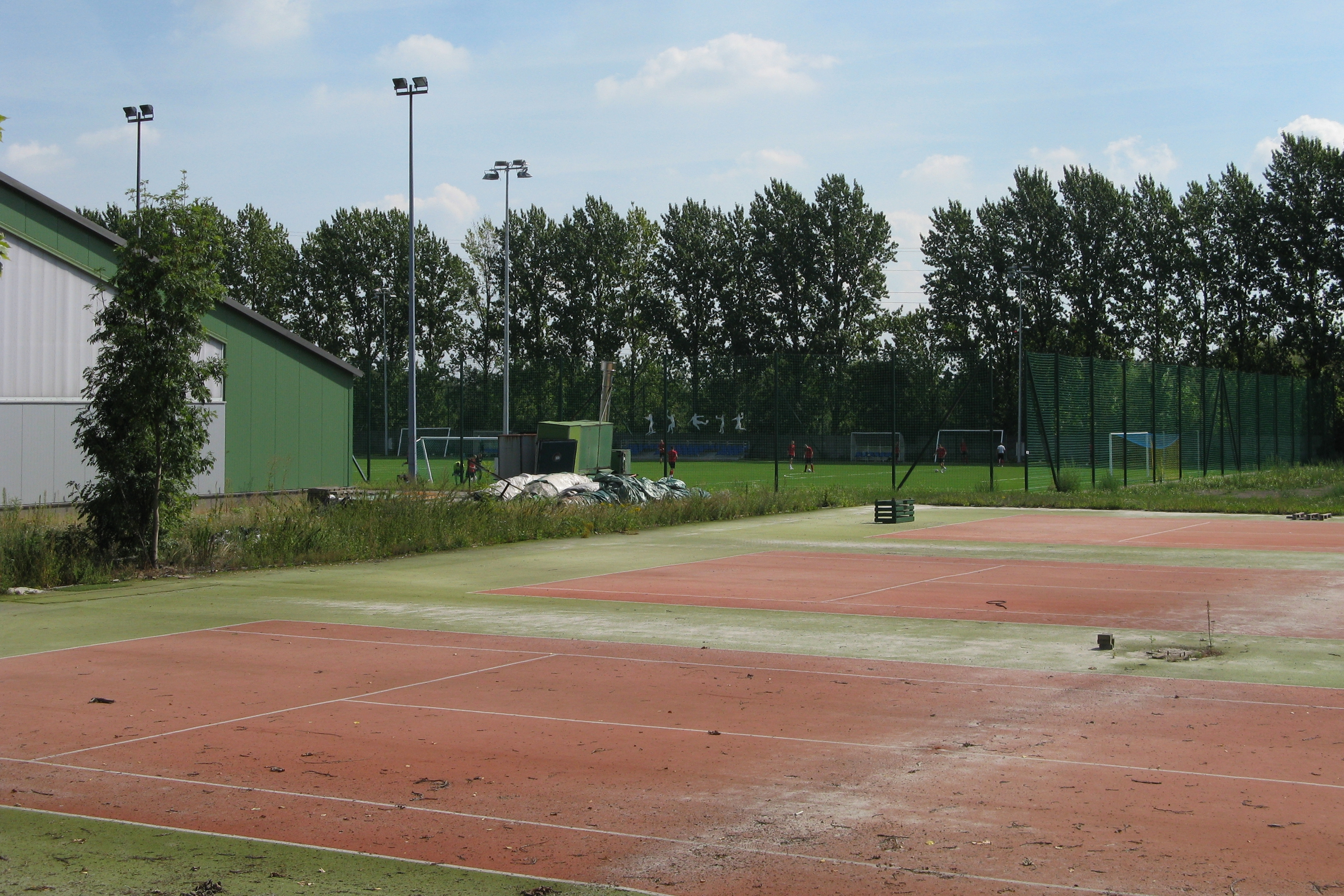
Korty tenisowe i boisko do piłki nożnej przy ul. Harcerskiej w Chorzowie, teren KS Azoty Chorzów (2018)

Klub został założony przez mechanika Zakładów Azotowych, Wiktora Setnika (ur. ok. 1900, zm. 1930), w 1924 roku w gminie Chorzów. Wiktor Setnik był jego pierwszym prezesem w latach 1924–1929. Klub nosił pierwotnie nazwę Klub Sportowy Odra bądź Odra Chorzów na cześć powstańców śląskich, który walczyli nad Odrą; rok później nazwę zmieniono na Klub Sportowy Chorzów bądź KS Chorzów III. Jako pierwsza powstała sekcja piłki nożnej. W 1929 roku klub został objęty patronatem Państwowej Fabryki Związków Azotowych w Chorzowie. Klub należał do Górnośląskiego Związku Okręgowego Piłki Nożnej z siedzibą w Bytomiu, był przypisany do obwodu Królewska Huta i brał udział w rozgrywkach ligi śląskiej, nie zagrał nigdy w I lidze. W 1929 roku Paweł Wocławek i Roman Lindner założyli sekcję piłki ręcznej. W czasie II wojny światowej majątek klubu został zlikwidowany przez niemieckich okupantów; osoby związane z klubem: Rajmunda „Langego” Gładkiego i Antoniego „Rolanda” Kawkę zamordowano w Auschwitz-Birkenau, natomiast Jan Macha został ścięty w Katowicach, a Ksawery Lazar został ścięty w Mysłowicach.
Klub został reaktywowany w połowie lutego 1945 roku, nadano mu nazwę Robotniczy Klub Sportowy Azoty, jako pierwsza została wznowiona sekcja piłki nożnej. Stadion klubu mieścił się przy ul. Harcerskiej w Chorzowie; w latach 70. XX wieku klub nazywał się KS Azoty przy Zakładach Azotowych im. Pawła Findera. Po II wojnie światowej klub działał w obrębie sekcji: bokserskiej, gimnastycznej i piłki ręcznej. Od 1956 roku poszerzono działalność, poza wymienionymi wcześniej działały od tego czasu sekcje: brydża sportowego, piłki nożnej, piłki ręcznej kobiet, siatkówki, szachowa, tenisa stołowego, żeglarska. Powołano także sekcję kajakarską. Z uwagi na trudną sytuację ekonomiczną sponsora klubu – Zakładów Azotowych w latach 80. XX wieku stopniowo zamykano poszczególne sekcje. Ostatecznie Zakłady Azotowe zaprzestały finansowania klubu, dlatego w 2002 roku na bazie majątku klubu Azoty Chorzów utworzono Starochorzowskie Centrum Sportu Sokół, które „nawiązuje do bogatej tradycji chorzowskiego sportu”, prowadziło ono sekcje siatkarską, szachową oraz żeglarską oraz zajmuje się tenisem ziemnym.

## Osoby związane z klubem
Wychowankowie:

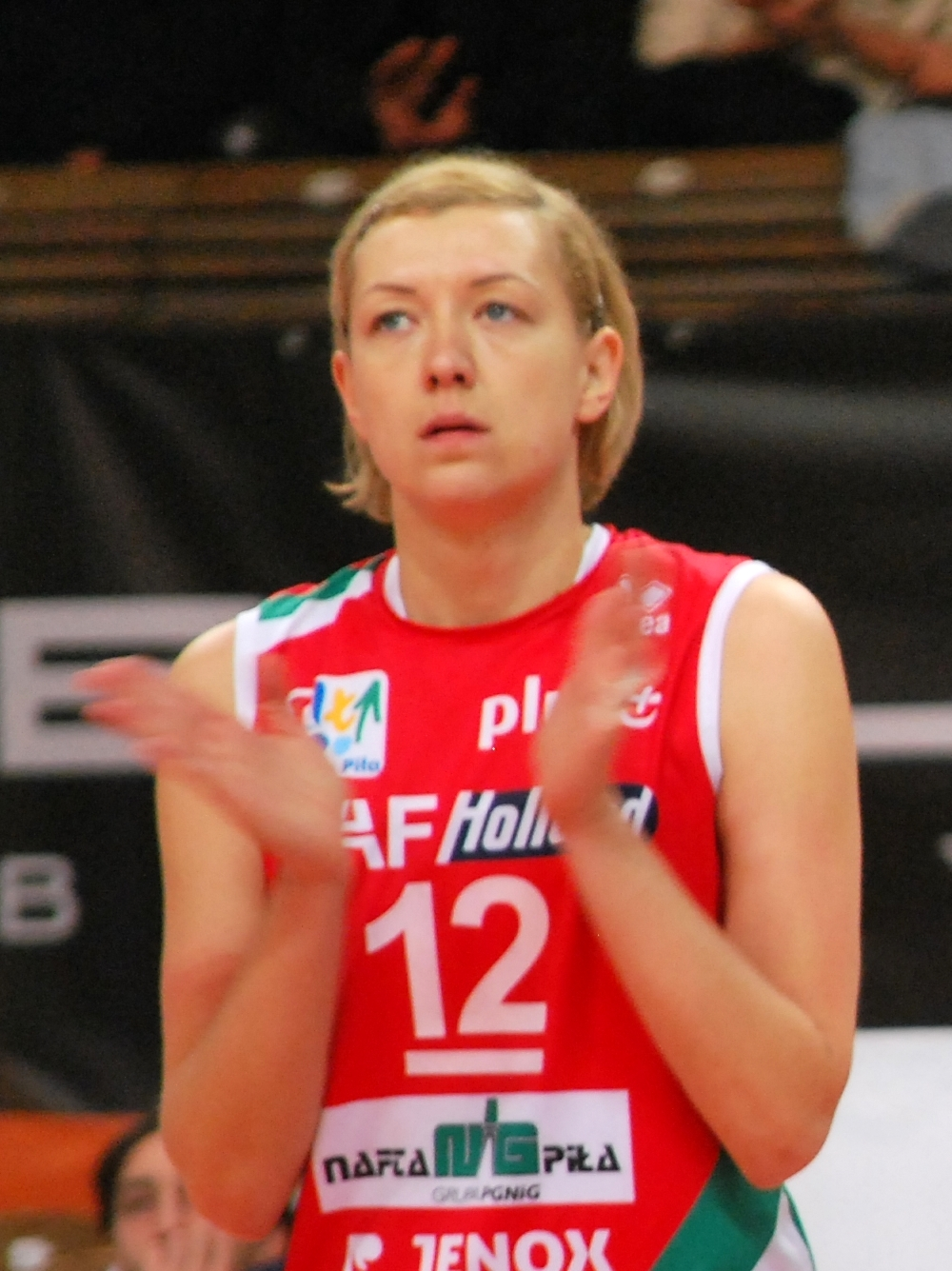
Agnieszka Kosmatka (2011)

- reprezentanci Polski w piłce nożnej: Norbert Bochenek, Oskar Brajter[10], Eugeniusz Ksol[11], Hubert Pala, Henryk Spodzieja, Gerard Suszczyk[1],
- reprezentanci Polski w piłce ręcznej: Reinhold Famuła, Rajmund Gładki, Ksawery Lazar, Edward Pośpiech, Piotr Stelmach, Teodor Stelmach, Jerzy Wicher, Reinhold Wodarczyk[1].

Inni zawodnicy, którzy grali w klubie:
- olimpijczyk, piłkarz Henryk Alszer[12],
- reprezentantka Polski w piłce siatkowej, Iwona Hołowacz[13],
- reprezentantka Polski w piłce siatkowej, Agnieszka Kosmatka[14],
- mistrzyni Belgii w piłce siatkowej, Ewa Piątkowska[15]
- bokser, mistrz Śląska Stefan Kaczmarek[16]
- piłkarz ręczny, Sługa Boży, ks. Jan Macha, grał w klubie w latach 1928–1933[17].

Ponadto jednym z klubowych trenerów kobiet był olimpijczyk Zbigniew Zarzycki, trenerem Azotów był także Czesław Tobolski.

## Sukcesy

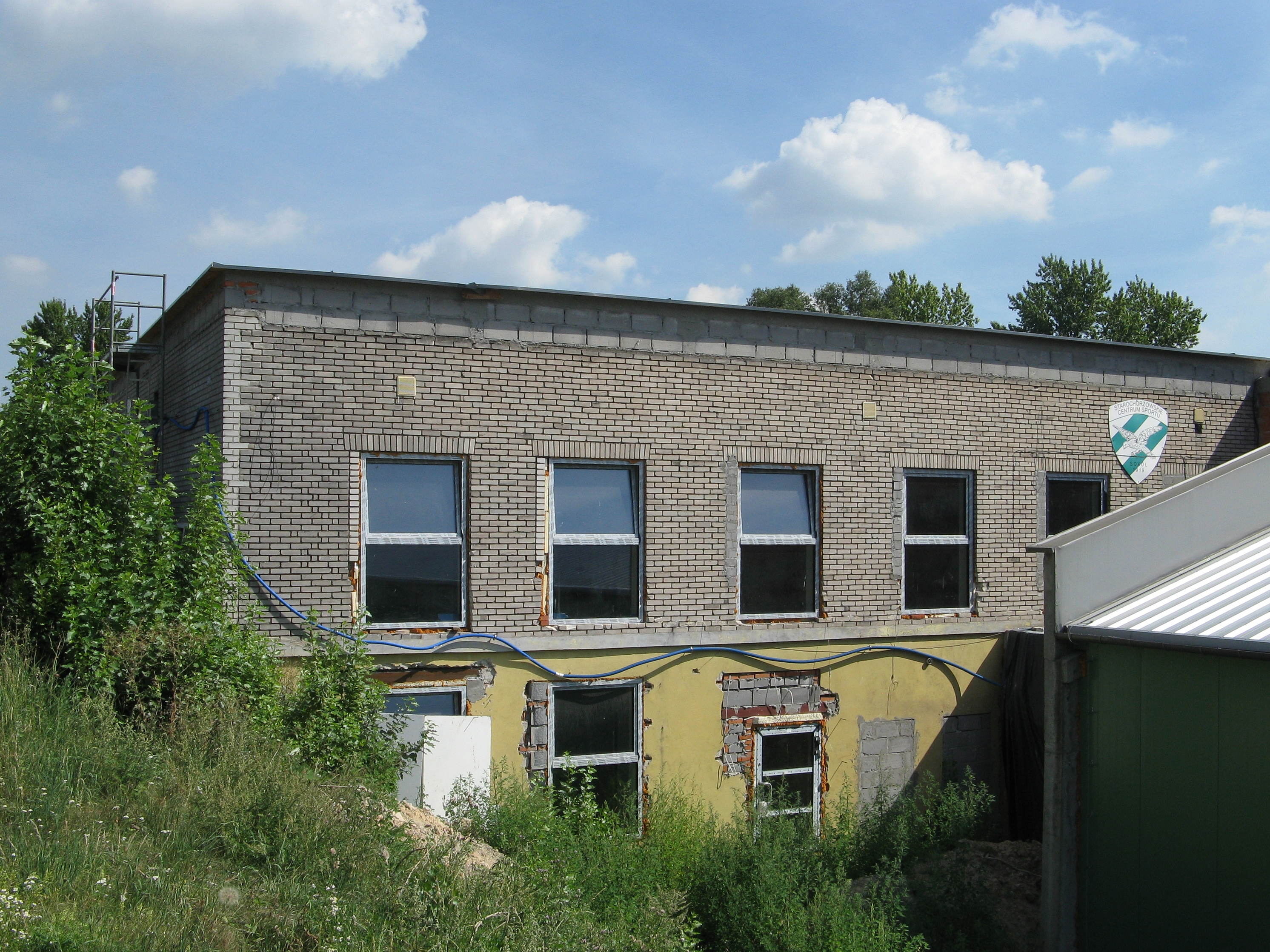
Siedziba Sokoła Chorzów przy ul. Harcerskiej w Chorzowie (2018)

- Mistrzostwa Śląska w piłce ręcznej 11-osobowej mężczyzn
  - I miejsce: 1929[1]
- Mistrzostwa Śląska w piłce ręcznej 7-osobowej mężczyzn
  - I miejsce: siedmiokrotnie[1]
- Mistrzostwa Polski w piłce ręcznej 11-osobowej mężczyzn
  - I miejsce: 1931[2][1], 1936[2][1]
- Mistrzostwa Polski w piłce ręcznej kobiet – juniorki
  - I miejsce: 1961[2]
- piłka ręczna kobiet – Puchar CRZZ: 1966[2], 1967[2]